# Counter-Strike: Global Offensive
Counter-Strike: Global Offensive (ofte forkortet CS:GO) er et taktisk online first-person shooter udviklet af Valve Corporation og Hidden Path Entertainment, der tog sig af Counter-Strike: Source efter dets udgivelse. Det er det fjerde spil i Counter-Strike-serien, hvis man ser bort fra Counter-Strike: Online og Counter-Strike: Neo. Counter strike var en modifikation til Half-Life fra 1998.
Global Offensive blev udgivet den 21. august 2012 til Microsoft Windows og OS X på Steam, Xbox Live Arcade og en version til det amerikanske PlayStation Network. Spillet indeholder meget klassisk indhold, såsom opdaterede udgaver af gamle baner, såvel som nye baner, karakterer og spilmåder. Platformsuafhængig multiplayer var planlagt imellem Windows, Mac OS og PSN spillere, men blev i sidste ende kun imellem Windows og OS X brugere på grund af forskellige opdateringscykluser på de forskellige platforme. PlayStation 3 udgaven kunne spilles på tre måder, enten med DualShock 3 kontrolleren, PlayStation Move eller USB tastatur/mus.)   
Hvert hold (på 5 spillere) starter i hver sin ende af en bane. Holdene har forskellige roller, det ene hold spiller som counter terrorister (politi) og skal forsøge at nedkæmpe terroristerne og demontere bomben. Det andet hold (terroristerne) skal forsøge at bekæmpe counter terroristerne og få bomben plantet. Hver kamp består af op til 30 runder og hver runde kan vare op til 2 minutter. Det hold der først når 16 runder, vinder. Når du har vundet 10 kampe får du dit første "rank" og du vil nu komme til at spille mod andre på dit eget rank. Du kan derefter komme i højere rank hvis du vinder flere kampe i streg.  